# ピクトン (オンタリオ州)
ピクトン（英語：Picton）は、カナダのオンタリオ州南部、プリンスエドワード郡内の地区（町名）で、同郡の行政府機関が置かれている。町の人口は7,908人（2004年統計）。

## 歴史
1837年に町は施行された。町の名はワーテルローの戦いの際、初代ウェリントン公爵アーサー・ウェルズリーのもとで指揮したトーマス・ピクトン卿（Sir Thomas Picton）の名から来ている。その後、市となったが1998年に隣接する自治体と合併し、プリンスエドワード郡という単一層自治体（市）内の町となった。

## 経済
プリンスエドワード郡の広範囲が農業で占めており、酪農やフルーツ、農作物などの生産がみられる。冷凍食品や水（ボトル入り）を扱う工場も入っている。また、周辺地域ではパレットや棺などの木材製品の生産も行われている。
町の少し北にはセメント工場があり、同地域では唯一の重工業である。
きれいな森林が広がる地域であり、キャンプなどができる。湖沿いに建つコテージもあり、釣り等が出来る。夏のシーズン中、観光業が住民にとって追加の収入源である。

## 交通
- ピクトン空港（Picton Airport）

## 観光
- マコーレイ史跡公園（Macaulay Heritage Park）
- サンドバンクス州立公園（Sandbanks Provincial Park）